# Бирюлин, Алексей Алексеевич
Алексей Алексеевич Бирюлин (род. 2 августа 1977, Щёкино, Тульская область) — российский политический деятель, экс-глава администрации МО Город Новомосковск Тульской области.

## Биография
Родился 2 августа 1977 года в городе Щёкино Тульской области.
Окончил Тульский государственный университет. Получил высшее образование по специальности «Газодинамические импульсные устройства».
Карьеру начал на предприятии Щёкиноазот в должности аппаратчика. Затем работал на различных производствах, в коммерческих структурах.
Последние 12 лет посвятил себя сфере ЖКХ: участвовал в создании управляющих компаний, ТСЖ, руководил ресурсоснабжающей организацией.
С 30 декабря 2014 года по 28 июня 2018 года — начальник государственной жилищной инспекции Тульской области.
С 28 июня 2018 — заместитель главы администрации муниципального образования Город Новомосковск Тульской области, исполняющий обязанности главы АМО Город Новомосковск Тульской области.
С 18 сентября 2018 года по 5 сентября 2023 года занимал пост главы администрации МО Город Новомосковск Тульской области. 

## Семья
Женат, имеет двух сыновей.